# Polittico Galliani
Il polittico Galliani,  è un'opera attribuita a Albertino Piazza nel 1520 per la chiesa di Sant'Agnese di Lodi.

## Storia
Dell'artista laudense  Albertino Piazza si conoscono tre importanti lavori: il polittico Berinzaghi conservato nel Tempio Civico della Beata Vergine Incoronata, il polittico Pallavicino di Castiglione, e il polittico commissionato dal frate agostiniano Nicola Galliani, discendente dalla nobile famiglia originaria di Casalpusterlengo, quando ottenne la sua nomina a priore nel 1518, il polittico infatti è datato 1520, e con il nome del committente viene identificato. Per le sue caratteristiche viene considerato lavoro del Piazza, è ritenuto il solo eseguito completamente dall'artista.
Originariamente l'opera era ospitata sull'altare maggiore per essere poi spostata come pala d'altare del primo altare a destra della chiesa, altare dedicato a sant'Agostino da Ippona.

## Descrizione e stile
L'opera è collocata come pala d'altare del primo a destra della chiesa dedicato a sant'Agostino. Le tavole sono poste su quattro livelli inserite in una cornice dorata, che si conclude con il timpano triangolare della cimasa dove è posta l'immagine della colomba dello Spirito Santo che emana raggi di luce.
Nel primo livello inferiore vi è la predella con la raffigurazione dei dodici apostoli riconosciuti dall'attributo iconografico che li rappresenta e Cristo benedicente posto nella sezione centrale.
Segue la sezione con la tavola raffigurante san Bassiano patrono di Lodi, e san Nicola da Tolentino importante santo dell'ordine agostiniano. La tavola centrale ospita sant'Agostino in cattedra e ai suoi piedi, nell'atto di schiacciarli, la raffigurazione dei tre eretici rappresentanti delle dottrine che aveva fortemente contrastato del donatismo, manicheismo e del pelagianesimo. Tiene in mano un libro dove è leggibile la scritta: «ante omnia fratres carissimi diligatur deus deinde proximus». Nella tavola a destra vi sono i santi Alberto Quadrelli, patrono della diocesi, e dipinto con la tiara bianca decorata con galloni dorati, il piviale con disegni damascati a fiori e oro. Nella mano destra tiene il messale mentre con la sinistra regge il pastorale. Accanto il beato Giovanni Bono con l'abito dell'ordine agostiniano e tra le mani un libro di preghiere.
Il registro superiore raffigura a destra la santa Caterina di Alessandria con la ruota, simbolo del martirio, e la palma. Accanto a lei Monica con l'abito dell'ordine delle agostiniane. Tra le mani tiene il crocifisso e alcuni libri. La Madonna in trono col Bambino è posta nella tavola centrale e san Giovanni Battista bambino che a braccia incrociate, guarda il committente che completa la tavola. Questi, Nicola Galliani, è raffigurato di profilo e in ginocchio. Dietro la Vergine un coro di angeli. Conclude la tavola destra con le sante Chiara da Montefalco con il figlio e il cuore e Agnese con l'agnello e la palma. L'architrave presenta la scritta Ven. Fratris Nicolai Galliani Iusso MDXX.
Sopra l'architrave inserite in due cornucopie vi sono le raffigurazioni dell'angelo annunciante a sinistra e la Madonna annunciata a destra, tra loro la tavola con Dio Padre.